# Turniej o Puchar Burmistrza Rawicza 2003
Puchar Burmistrza Rawicza 2003 – turniej żużlowy, rozegrany po raz 9. w Rawiczu, w którym zwyciężył Robert Dados.

## Finał
- Rawicz, 28 września 2003
- Sędzia: Jerzy Kaczmarek

| Msc. | Zawodnik            | Klub         | Pkt    |                    |  |
| ---- | ------------------- | ------------ | ------ | ------------------ |  |
| 1    | Robert Dados        | Wrocław      | 12+3   | (3,3,3,3,0)        |  |
| 2    | Piotr Dym           | Rawicz       | 14+2   | (2,3,3,3,3)        |  |
| 3    | Robert Miśkowiak    | Piła         | 12+1   | (3,2,2,2,3)        |  |
| 4    | Paweł Hlib          | Gorzów Wlkp. | 11+3+d | (2,2,3,2,2)        |  |
| 5    | Marcin Nowaczyk     | Rawicz       | 11+2   | (3,3,1,1,3)        |  |
| 6    | Dariusz Fijałkowski | Warszawa     | 10     | (0,1,3,3,3)        |  |
| 7    | Tomasz Łukaszewicz  | Leszno       | 9      | (d,3,2,3,1)        |  |
| 8    | Maciej Jąder        | Opole        | 8      | (3,2,2,wu,1)       |  |
| 9    | Grzegorz Kłopot     | Zielona Góra | 8      | (1,2,1,2,2)        |  |
| 10   | Michał Rajkowski    | Gorzów Wlkp. | 7      | (2,0,2,2,1)        |  |
| 11   | Rafał Chiński       | Rawicz       | 5      | (1,1,1,d,2)        |  |
| 12   | Thomas Stange       | Niemcy       | 4      | (1,1,u,1,1)        |  |
| 13   | Bartosz Kasprowiak  | Zielona Góra | 3      | (0,1,0,ns,2)       |  |
| 14   | Artur Bogińczuk     | Wrocław      | 0      | (wsu,ns,0,u,w)     |  |
| 15   | Piotr Świderski     | Rawicz       | 0      | (u/ns,ns,ns,ns,ns) |  |
| 16   | Mathias Scheffer    | Niemcy       | 0      | (u/ns,ns,ns,ns,ns) |  |

### Finał
| Miejsce | Zawodnik         | Klub         |
| ------- | ---------------- | ------------ |
| 1       | Robert Dados     | Wrocław      |
| 2       | Piotr Dym        | Rawicz       |
| 3       | Robert Miśkowiak | Piła         |
| 4       | Paweł Hlib       | Gorzów Wlkp. |